# Constant Houlbert
Constant Vincent Houlbert (18 juillet 1857, Voutré en Mayenne - 22 décembre 1947, Rennes) est un entomologiste et pomologiste français spécialisé dans les lépidoptères et les coléoptères.

## Biographie

### La Mayenne
Il fait ses études d'élève-maître à l'Ecole Normale de Laval où il est élève comme son ami Lucien Daniel. Il y reçoit ses premières leçons d'horticulture et d'arboriculture par Gustave Rivière. Il débute en Mayenne dans la carrière universitaire, comme instituteur et comme professeur au Collège d'Évron. Tout en assurant son enseignement, il obtient, à la Faculté des Sciences de Rennes, ses licences ès sciences naturelles et ès sciences physiques

### Enseignement
En 1893, à Paris, il obtient le doctorat ès sciences naturelles avec une thèse de botanique. Les études d'anatomie végétale étant particulièrement en honneur à la fin du XIXe siècle, il fait sa thèse sur le bois des Apétales.
Il est alors nommé dans l'enseignement secondaire et on le trouve, en 1893, professeur au Collège de Dieppe et, en 1895, professeur au Collège de Melun. Il échoue de justesse à l'agrégation. 
Il est ensuite nommé au Lycée de Sens et, en 1901, il arrive à Rennes comme professeur de sciences naturelles au Lycée de Rennes. En 1904, il obtient la chaire d'histoire naturelle de l'École de Médecine et de Pharmacie et il passe, en 1906, l'examen de docteur en pharmacie. 
À partir de 1905, il cumule cette fonction de professeur à l'École de Médecine avec celle de sous-directeur de la Station Entomologique de la Faculté des Sciences, et il les tient jusqu'à sa retraite, en novembre 1927. A cette date il est nommé conservateur du Muséum d'histoire naturelle de Rennes, jusqu'à sa mort.

## Œuvres scientifiques
L'œuvre scientifique d'Houlbert est importante et variée : elle comprend plus de 120 publications. Il s'intéresse à la fois à la botanique, à la zoologie et aux sciences naturelles appliquées. De plus, étant professeur, il rédige plusieurs manuels scolaires de sciences naturelles ou physiques et, à l'usage des jeunes naturalistes, des articles d'initiation sur des sujets variés. On lui doit également une étude historique sur le Musée d'Histoire Naturelle de la ville de Rennes. 
En botanique, il apporte une contribution importante à la connaissance de la flore de la Mayenne, non seulement en ce qui concerne les Phanérogames, mais aussi les Cryptogames. Il profite de son passage à Sens pour donner une flore du pays Senonais, qui lui vaut les éloges de Charles Henri Marie Flahault. 
Il étudie également divers bois fossiles des faluns de Touraine et les propriétés optiques des bois en coupes minces.
Vers 1935, il consacre toute son activité à la pomologie. En 1937, il expose, dans le Bulletin de la Société scientifique de Bretagne, les principes d'une classification nouvelle et rationnelle des Pommes, résultats de plusieurs années de recherches. Il l'applique ensuite à un important ouvrage de détermination des variétés de pommes de table cultivées dans l'Ouest. Pour l'élaboration de ce travail, il est amené à exécuter le moulage en plâtre de plus de cent variétés de pommes de table.
Constant Houlbert reste avant tout un entomologiste. Il est l'ami et le collaborateur des deux entomologistes rennais : Charles Oberthür et René Oberthür. Il eut à sa disposition leurs riches collections. Membre de la Société Scientifique et Médicale de l'Ouest, il avait fait le vaste projet de publier une faune entomologique armoricaine. De 1904 à 1919, il se mit au travail avec quelques collaborateurs et, pour sa part, il réussit à publier plusieurs fascicules concernant des familles de Coléoptères (Cicindélidés, Carabidés, Histéridés, Platycéridés, Scarabéidés, Cléridés, Méloidés, Cérambycidés), un « genera » de tous les Coléoptères de France et, avec la collaboration de Charles Oberthür, les Lépidoptères Diurnes. Tous ces livres sont abondamment illustrés par des dessins dus à la plume d'Houlbert. Après la Première Guerre mondiale, la publication fut interrompue et la Société Scientifique et Médicale tomba en sommeil. Ce n'est qu'en 1934 que fut repris effectivement le projet de faune entomologique armoricaine et Houlbert donna, cette année-là, le groupe des Hydrocarabiques. Les frais de publication augmentant toujours, la suite, pourtant complètement rédigée, ne put jamais; voir le jour.
Comme autres ouvrages d'entomologie, on doit à Houlbert, notamment : 
- une faune analytique des Orthoptères de France
- un gros traité en trois volumes sur les Coléoptères d'Europe (paru dans, l'Encyclopédie Scientifique Doin en 1919),
- de nombreuses notes sur les insectes exotiques, dont la matière lui était fournie par les collections Oberthür.

## Postérité
Constant Houlbert est lauréat de l'Institut, lauréat de la Société Entomologique de France, lauréat de l'Association Pomologique française, lauréat du Congrès International des Bibliothécaires de 1902, correspondant du Ministère de l'Instruction Publique. Il était officier de l'Instruction Publique et chevalier de l'Ordre du Mérite agricole.

## Travaux
Il écrit :
- Flore du Sénonnais, 1901.
- Tableaux génériques illustrés des Coléoptères de France, supplément à la Faune entomologique armoricaine, Rennes (1921).
- Lucanides de Java, en collaboration avec René Oberthür, Insecta ; revue illustrée d’Entomologie, Rennes (1912–1914), .
- Faune entomologique armoricaine (fascicules en supplément des Bulletins de la Société scientifique et médicale de l'ouest), avec Eugène Monnot et d'autres entomologistes, Rennes (1904-1923), en partie,
- Tableaux analytiques illustrés de pomologie (pommes de table), choix des principales variétés cultivées en Anjou, Bretagne et Normandie, éditeur	: l'Ouest-Éclair, 1937, 106 pages...